# 19th-Century Music
19th-Century Music — академический журнал, выходящий раз в три года, который «охватывает все аспекты западной художественной музыки, сочиненной, ведущей или указывающей за пределы „долгого века“, простирающегося примерно с 1780-х по 1930-е годы». Журнал «в равной степени интересуется музыкой той эпохи и влиянием музыки той эпохи на более поздние времена, медиа и технологии».
Журнал издаётся издательством Калифорнийского университета с 1977 года. Главный редактор — Лоуренс Крамер.

## Абстрагирование и индексирование
Журнал индексируется в следующих базах:
- Scopus
- Индекс цитирования искусств и гуманитарных наук[англ.]
- Current Contents/Искусство и гуманитарные науки
- Базы данных EBSCO[англ.]
- Базы данных ProQuest[англ.]